# Парова дистиляція

Дистиляційний апарат

Парова дистиляція — це один зі способів отримання чистих ефірних олій. Дорогі олії отримують саме таким способом.

## Етапи
Матеріал уміщують до колби з гарячою водою або розміщують на сітці над посудиною з водою. Далі нагрівають колбу до високої температури, у результаті чого водяна пара починає розривати клітини рослини, вивільняючи при цьому есенцію рослини у вигляді пари.
Пара збирається у трубці, що проходить через охолоджуючі установки, після чого знову набуває рідкої форми і зливається у відстійник. Пара перетворюється у водний дистилят, а есенція рослини — у ефірну олію, яку називають дистиляційною. Так як олія легша за воду, вона збирається на поверхні відстійників. У випадках, коли олія важча за воду, вона осідає на дно приймача, а надлишок води зливається через верхню частину колби.

## Історія
Парова дистиляція була винайдена перським хіміком Ібн Сіною (відомому як Авіценна на Заході), на початку XI століття. Він винайшов цей спосіб спеціально для видобування ефірних олій.